# Ямауба

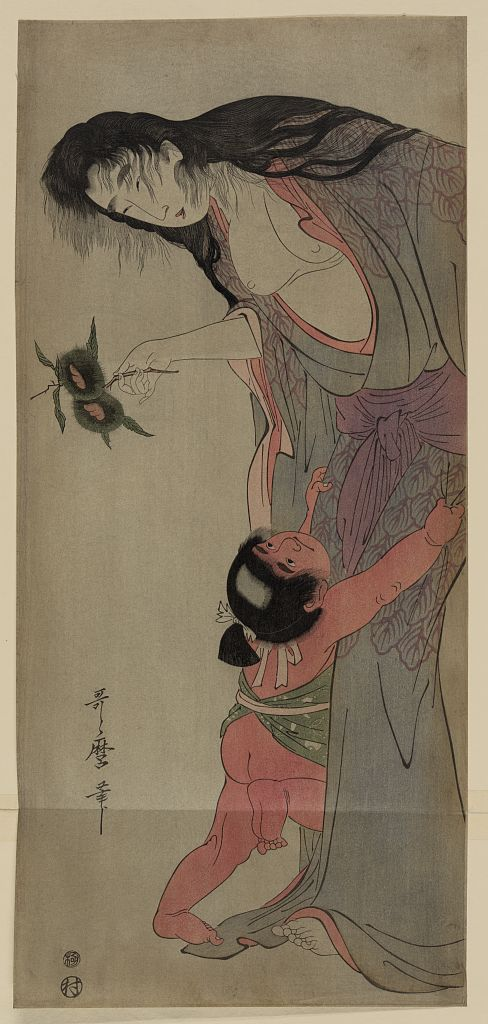
Ямауба и Кинтаро, Китагава Утамаро, 1753?-1806 гг.

Ямауба (яп. 山姥, «горная ведьма») — чудовищное существо, ёкай из демонического пантеона японской мифологии. Пожилая женщина, которая живёт в горах. Слово «ямауба» буквально означает «горная старуха», но может быть более свободно обозначено как «горная карга», «горная ведьма» и «горная колдунья». Один из самых известных ёкаев.

## Внешность

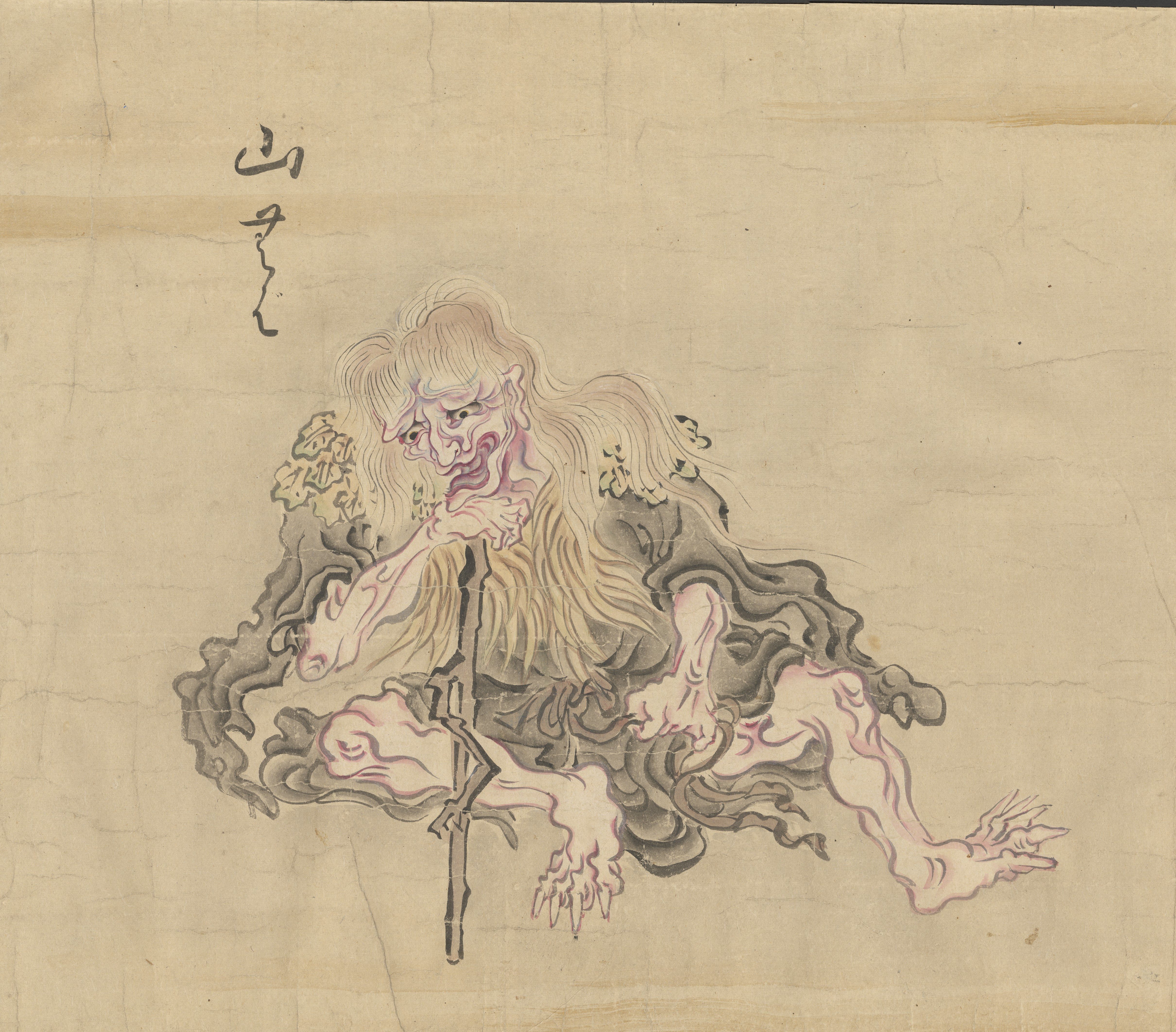
Ямауба из свитка Бакэмоно-но э, (化物之繪, 1700 г.), коллекция японских книг и рукописей Гарри Ф. Брюнинга, Университет Бригама Янга

В легендах, народных сказках и местных верованиях она часто изображается как отвратительное существо, напоминающее ведьму, которое похищает женщин из местных деревень, ест скот и маленьких детей и мучает любого, кто заходит на её территорию. В то же время, есть и положительные изображения ямаубы, где она приносит благо и является божеством.
Чаще всего ямауба описывается как высокая женщина в красном, грязном и рваном кимоно, с большим ртом, иногда прорезанным от уха до уха или же с двумя ртами, длинными, неухоженными, седыми волосами и пронзительными глазами. Ямауба способна менять свою внешность, что помогает ей заманивать к себе доверчивых людей. Иногда её путают с Юки-онной.

## Место обитания
Ямауба живет в глубине гор и лесов Японии; сообщается о её проживании в префектурах Нагано, Кагава, Иватэ. Большинство легенд гласит, что её жилище — нечто вроде лесной избушки.

## Легенды о Ямаубе
Ямауба во многом напоминает демона-они, поэтому её относят к этим демоническим существам, которые наносят вред или убивают любого человека, попавшегося у них на пути. Ямауба может также спуститься из своей горной среды обитания, чтобы терроризировать людей в низинах. Например, в сказке, записанной в начале двадцатого века в префектуре Токусима, рассказывается о матери, которая оставляет своих троих детей дома, когда идёт навещать могилу своего умершего мужа. Она предупреждает детей, что в горах есть Ямауба, и что они не должны никому открывать дверь. Когда у двери дома появляется Ямауба, утверждающая, что она и есть их мать, дети не пускают её внутрь, увидев покрывающие её руку волосы. Ямауба бреет свою руку и пытается попасть в дом ещё раз, но дети отказываются её впустить из-за грубого голоса. В конце концов, Ямаубе удаётся попасть в дом и съесть младшего ребёнка. После долгой череды событий и помощи ками неба два старших мальчика убегают, а Ямауба гибнет. В Японии родители иногда пугают не слушающихся детей тем, что их съест Ямауба.
Ямауба не отличается большим умом, и иногда жертвам удаётся ведьму перехитрить. С другой стороны, умеет колдовать, знает целебные и привораживающие напитки, а также яды. Известны легенды, в которых ведьма делится своими тайными знаниями с человеком, выполняющим какое-нибудь злое деяние, например, приносящим ей жертву на съедение.
В других легендах, однако, наоборот, Ямауба выписывается сочувственно, как женщина с колоссальной силой духа, сумевшая пережить трудности. Многочисленные легенды свидетельствуют о её доброжелательности. Например, в некоторых регионах она готова помочь выполнить любую работу по дому или может внезапно появиться на рынке, чтобы что-то купить. Говорят, что деньги, полученные от ямаубы, приносят удачу.
В префектуре Коти представления о Ямаубе чётко не определены, и параллельно существуют две противоположные легенды. Одна из них гласит, что если вы встретите Ямаубу в горах, вы подвергнетесь «проклятию Ямаубы», заболеете неизвестной болезнью, излечить которую сможет только экзорцист. Другая же повествует о том, что домашнее хозяйство, которое может посетить Ямауба, будет процветать. Выход за пределы дома Ямаубы, то есть гор, может привести к несчастью и, наоборот, разрешение ей войти в свой дом может привлечь богатство.
Ведьма заманивает к себе заблудившихся в лесу путников и пожирает их. Иногда она предстаёт перед своей жертвой в виде родственницы или прекрасной девушки, иногда — в своём обычном облике, представляясь беспомощной старухой. Усыпив бдительность жертвы, ямауба убивает путника и пожирает на месте. Иногда ведьма заманивает неосторожных путников в свою хижину, там откармливает и затем съедает. Порой она, назвавшись проводником, заводит несчастных в крутые скалы и сталкивает в пропасть. В других случаях ямауба способна превращать свои волосы в ядовитых змей, жалящих жертву.

## Связь с горными божествами
Ямауба обладает сверхъестественными способностями, но в разных вариантах легенд она предстаёт совершенно по-разному, из-за чего предполагается, что она связана с горными божествами. Фольклорист Орикути Синобу полагает, что её можно считать женой горного бога (Яма-но-ками). В любом случае, Ямауба тесно связана с опасностью гор, которые являются не только источником благосостояния для общества, обеспечивая его дровами, едой и водой, но также представляют собой неисследованную территорию, пространство неопознанной природы, куда люди должны ходить с уважением, поскольку считается, что горы — синтай японских божеств.

## Материнство

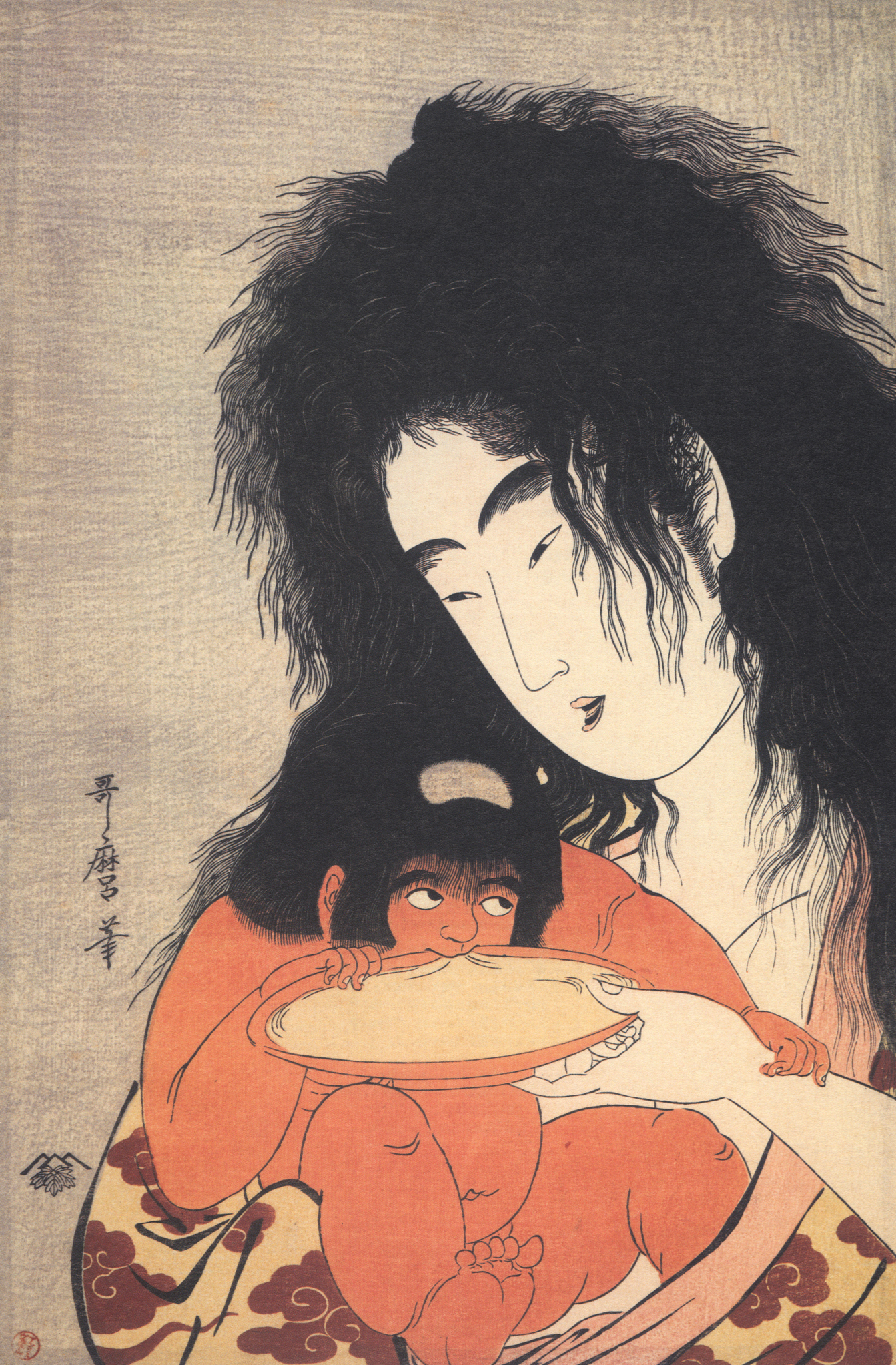
Ямауба и Кинтаро, Китагава Утамаро, 1795 г.

Ямауба связана с материнством и родами, и в современных условиях может рассматриваться как образцовая мать-одиночка. Например, существует версия, что Ямауба вырастила знаменитого героя японских легенд Кинтаро, который затем стал доблестным самураем Саката-но-Кинтоки.
Легенды, связывающие двух совершенно противоположных друг другу персонажей и описывающие Кинтаро как сына Ямаубы, развивались благодаря драмам и гравюрам периода Эдо и стали особенно популярны после выхода пьесы дзёрури Тикамацу Мондзаэмона «Комоти Ямауба (яп. 嫗山姥)» в 1712 г. В ней сочетаются сюжет драмы но и легенды о Кинтаро. В этой пьесе Саката Токиюки был вынужден покончить жизнь самоубийством, а его кровь, способная пробудить желание мести была доставлена его жене Яэгири. Она ушла в горы, став Ямаубой, и там вырастила сына Кайдумару. После того, как Кайдумару стал самураем Минамото-но Ёримицу, ему дали имя Саката-но Кинтоки. Он стал превосходным воином и отомстил за своего отца.

## В культуре
Ямауба является главной героиней одноимённой пьесы театра но, которая приписывается Дзэами. По сюжету печальная одинокая куртизанка Хякума Ямауба путешествует по горам Этиго и Этю (современные префектуры Ниигата и Тояма) и останавливается в доме местной крестьянки. В полночь её видят танцующей в своем настоящем обличье одержимой бесами старухи.
Кроме того, авторство этой пьесы приписывают и монаху Иккю. В его пьесе Ямауба, мифическая обитательница гор, когда-то была доброй народной богиней, связанной с культами плодородия, но в средневековье под буддийским влиянием из богини-матери она превратилась в бесовку, одержимую нечистой силой и в муках избывающую тяжкую карму. В драме она выходит навстречу путникам, совершающим паломничество в горный храм Дзэнкодзи, и просит «исполнить танец и песню», дабы облегчить карму. Далее ведьма говорит о своей горькой доле словами, отзывавшимися в душе у монахов, в особенности странствующих, как Иккю:
Не ведает горная ведьма,
Где родилась она,
Нет для ведьмы приюта,
Ведут ее облака,
Потоки подскажут дорогу...
Ни одной не минует горы...
(Перевод В. Н. Марковой)
Затем Ямауба убивает путников.
В своём первом сборнике «Гадзу хякки ягё: (яп. 画図百鬼夜行, «Ночные прогулки сотен демонов в картинках»)» Торияма Сэкиэн нарисовал костлявую Ямаубу с длинными волосами, сидящую перед горной вершиной и держащую ветку дерева в руке. Она будто выходит из горы и внешне напоминает антропоморфную версию окружающего её сухого пейзажа.
В период Эдо Ямауба изображалась на гравюрах, относящихся не только к драматическим сюжетам Сибай-э, но и бидзинга — изображениям красавиц, особым мастером которых был Китагава Утамаро.
Кацусика Хокусай изобразил Ямаубу в виде молодой задумчивой великанши с округлыми грудями.

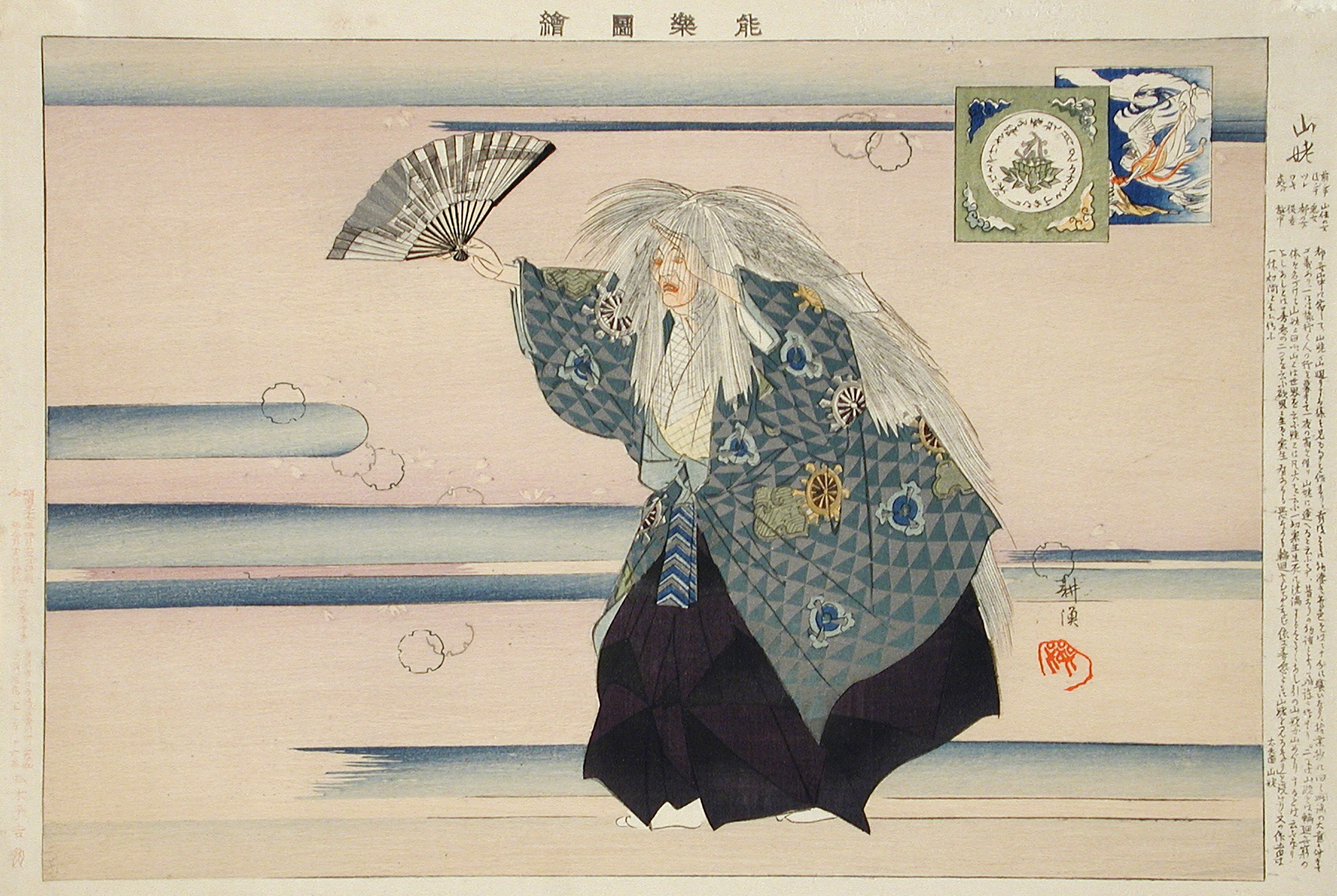
Сцена из пьесы «Ямауба», Цукиока Когё[англ.], 1898 г.
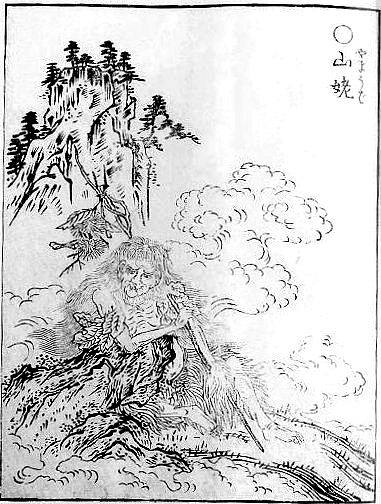
Ямауба, Гадзу хякки ягё[англ.], Торияма Сэкиэн
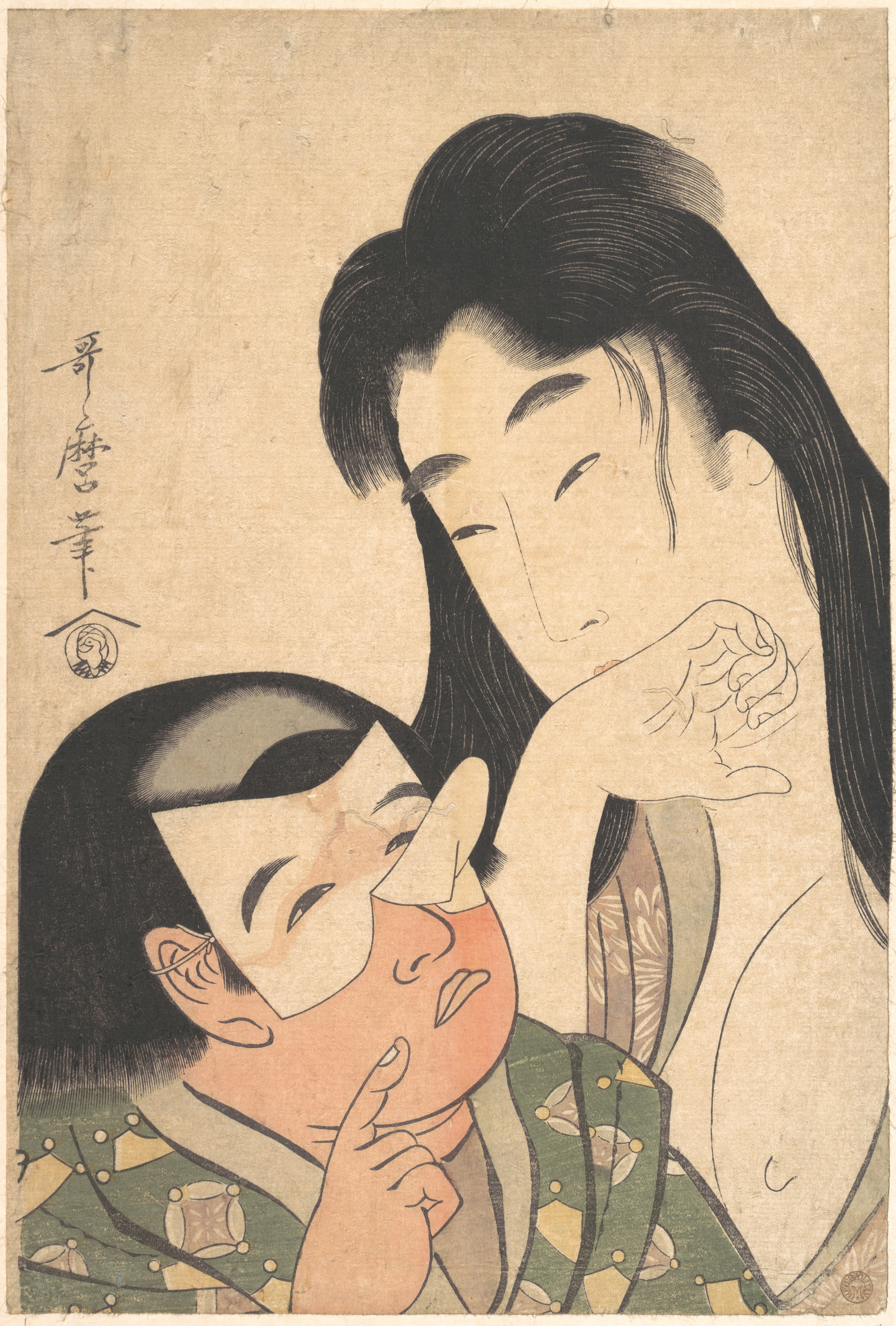
Ямауба и Кинтаро, Китагава Утамаро, 1795 г.
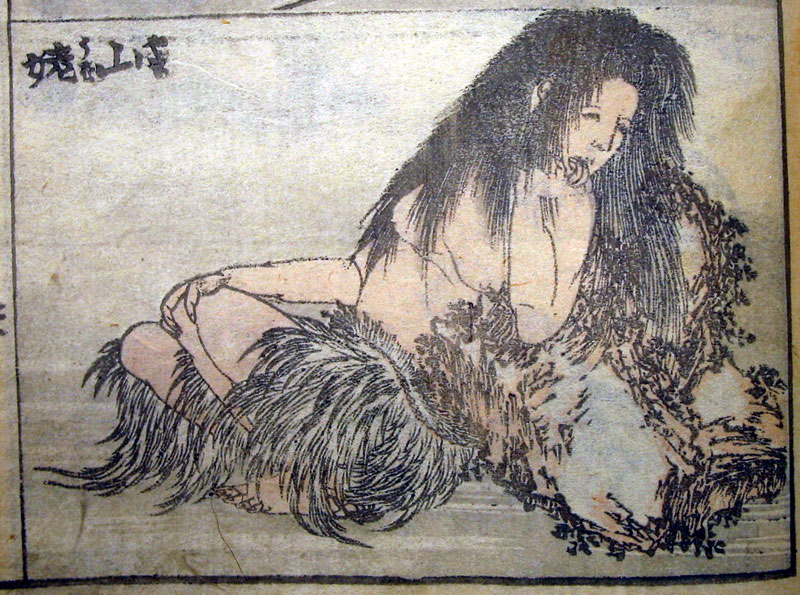
Ямауба, Кацусика Хокусай, Манга Хокусая, 1814—1878 гг.

## Современное восприятие Ямаубы

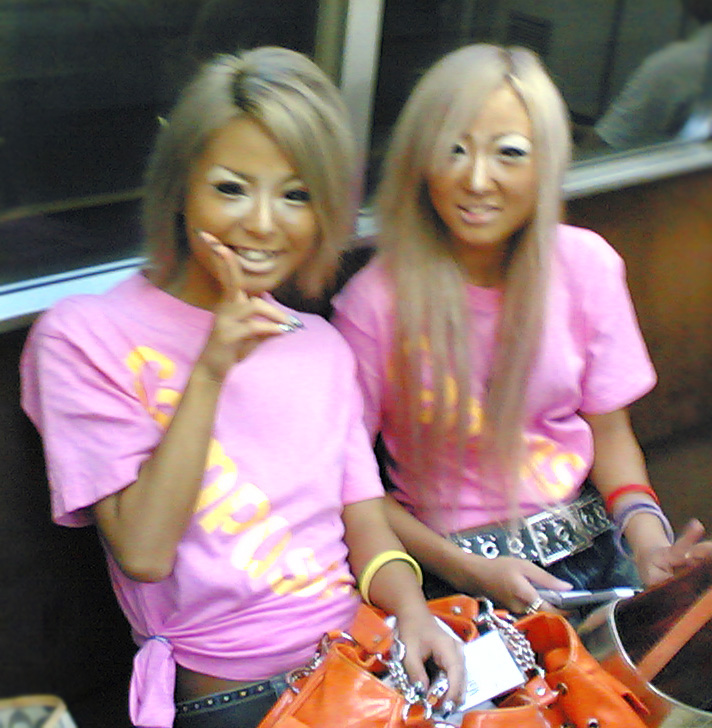
Гангуро в образе Ямаубы

В современном феминистском анализе Ямауба представляет собой интересную фигуру для анализа. Живя на краю общества, в горах, она становится символом маргинализации. Ямауба воплощает в себе идею лишнего человека, изгоя или отшельницы. Как женщина, в частности, она представляет сопротивление патриархату и гегемонистским гендерным отношениям.
На рубеже XXI века Ямауба стала олицетворением одного из направлений субкультуры «гангуро» — «ямамба» или «мамба», в котором молодые женщины высветляют волосы и наносят искусственный загар, в пику традиционному идеалу белокожей красавицы с иссиня-чёрными волосами. Мятежный дух этого ёкая вдохновляет девушек, желающих бросить вызов общественному вкусу.